# Space Man
Space Man ist ein englischsprachiger Popsong, der von Sam Ryder, Amy Wadge und Max Wolfgang geschrieben wurde. Mit dem Titel vertrat Ryder das Vereinigte Königreich beim Eurovision Song Contest 2022 in Turin.

## Hintergrund
Ryder habe das Lied innerhalb von 10 Minuten mit Max Wolfgang via Zoom geschrieben. Zuvor habe er weder mit Wolfgang noch mit Amy Wadge Kontakt gehabt, weshalb es ihre erste Zusammenarbeit war. Anfang März 2022 gab die Rundfunkanstalt British Broadcasting Corporation bekannt, dass Ryder das Vereinigte Königreich beim kommenden Eurovision Song Contest vertreten werde. Der Titel wurde gemeinsam mit dem Musikverlag TaP Music ausgewählt. An der Auswahl waren weiterhin Elton John und Dua Lipa beteiligt. Ryder habe laut eigener Angaben selbst nicht gewusst, dass der Titel für die Auswahl eingereicht wurde.
Die Produktion erfolgte durch Koz und Mark Ralph.

## Inhaltliches
Space Man handele laut Ryder davon, die Dinge zu lieben, die man bereits in seinem Leben habe.

“It’s trying to articulate that feeling of traveling so far in chase of a life that you think is what you want only to get there, turn around and realized everything that you loved and treasured was with you from the very very beginning.”

„[Das Lied] versucht das Gefühl einer weiten Reise zu vermitteln, nur auf der Suche nach einem Leben, zu dem man unbedingt gelangen will. Man dreht sich um und bemerkt, dass alles, das man geliebt und geschätzt hat, von Anfang an mit dabei war.“

## Veröffentlichung
Das Lied wurde am 21. Januar 2022 als Musikstream veröffentlicht, das Musikvideo erschien mit der Ankündigung des britischen Beitrages am 10. März.

## Mitwirkende
- Sam Ryder: Gesang, Musik, Text
- Amy Wadge, Max Wolfgang: Musik, Text
- Koz: Produktion, Programmierung, Synthesizer, Schlagzeug, Gitarre, Perkussion
- Dave Cohen: Klavier
- Mark Ralph: Produktion
- Miles Showell: Mastering
- Dan Grech-Marguerat: Abmischung[5]

## Beim Eurovision Song Contest
Als Mitglied der sogenannten „Big Five“ war das Vereinigte Königreich bereits für das Finale des Eurovision Song Contest qualifiziert, welches am 14. Mai stattfand. Um den Regularien des Wettbewerbs zu entsprechen, muss der Titel um knapp 40 Sekunden gekürzt werden. Mit insgesamt 466 Punkten erreichte das Vereinigte Königreich den zweiten Platz und somit seine beste Platzierung beim Eurovision Song Contest seit 1998. Mit 283 Punkten gewann das Land außerdem die Juryabstimmung.

## Chartplatzierungen
| ChartsChartplatzierungen     | Höchstplatzierung | Wochen |
| ---------------------------- | ----------------- | ------ |
| Schweiz (IFPI)               | 45 (1 Wo.)        | 1      |
| Vereinigtes Königreich (OCC) | 2 (15 Wo.)        | 15     |

| ChartsJahrescharts (2022)    | Platzierung |
| ---------------------------- | ----------- |
| Vereinigtes Königreich (OCC) | 66          |